# Ralph Brooke
Ralph Brooke (1553–1625)  est un officier d'armes anglais sous les règnes d'Elisabeth Ire et de Jacques Ier. Il est connu pour ses critiques du travail d'autres membres du College of Arms, plus particulièrement dans A Discoverie of Certaine Errours publié dans Print in the Much Commended 'Britannia' 1594, qui déclenche une querelle avec son auteur, l'antiquaire et héraut William Camden.

## Origines
Il se décrit comme le fils de Geoffrey Brooke (par sa femme Jane Hyde) un fils de William Brooke du Lancashire, qui est un cadet de la famille de Brooke de Norton dans le Cheshire. Cependant, les archives de la Merchant Taylors' School, où il est admis le 3 juillet 1564, enregistrent simplement le fait que son père est Geoffrey, un cordonnier.

## Biographie
Il est nommé Rouge Croix Pursuivant en 1580 et York Herald en 1593. En tant que York Herald, il porte la barre et l'écusson du cortège funèbre d'Elisabeth Ire.
En 1597, Brooke publie A Discoverie of Certaine Errours Published in Print in the Much Commended 'Britannia' 1594, qui provoque une âpre controverse avec l'auteur de Britannia, l'antiquaire William Camden.
Brooke conteste également le travail d'autres hérauts; en 1602, il prépare des accusations contre Sir William Dethick, Garter King of Arms de 1586 à 1606 et Camden pour avoir accordé des armes à 23 hommes «méchants», dont John Shakespeare de Stratford-upon-Avon, le père du dramaturge William Shakespeare. Il se plaint en 1614 que Robert Cooke, Clarenceux King of Arms de 1566 à 1593, a accordé plus de 500 nouvelles armoiries et que Sir Gilbert Dethick, (Garter 1550–1584) et son fils Sir William ont dépassé ces chiffres. De telles luttes intestines entre les hérauts sont courantes; Sir William Segar (Jarretière 1606–1633) objecte également que Cooke accorde d'innombrables subventions à «des personnes basses et indignes pour son gain privé uniquement»,.
En décembre 1616, Brooke trompe Segar pour qu'il confirme les armes royales étrangères à Gregory Brandon, un bourreau commun de Londres qui se faisait passer pour un gentleman. Brooke dénonce ensuite Segar à Jacques Ier, qui emprisonne Brooke et Segar à Marshalsea. Ils sont libérés quelques jours plus tard et le Lord-chambellan espère que l'expérience rendrait Brooke plus honnête et Segar plus sage.
Le catalogue de Brooke et la succession des rois, princes, ducs, marquis, comtes et vicomtes de ce royaume d'Angleterre depuis la conquête normande est publié en 1619. Une édition révisée de la Découverte "... à laquelle est ajoutée la réponse du savant M. Camden à ce livre et la réponse de M. Brooke" est publiée en 1622, de même qu'une édition augmentée du Catalogue et Succession ..., comme catalogue et succession des rois, princes, ducs, marquis, comtes et vicomtes de ce royaume d'Angleterre depuis la conquête normande, jusqu'à cette année 1622 .
Brooke est décédé le 16 octobre 1625 et est enterré à l'intérieur de l'église Sainte-Marie (en) de Reculver, où il est commémoré par une tablette de marbre noir sur le mur sud du chœur, le montrant vêtu de son tabard de héraut.